# Simocormus
Simocormus è un genere di pesce osseo estinto, appartenente ai pachicormiformi. Visse nel Giurassico superiore (circa 150 - 145 milioni di anni fa) e i suoi resti fossili sono stati ritrovati in Germania.

## Descrizione
Questo pesce era di grosse dimensioni, e poteva raggiungere il metro e mezzo di lunghezza. Era dotato di un corpo allungato e fusiforme, e il cranio era lungo circa il 20% del corpo. Il muso era corto e ottuso, con grandi denti sul rostrodermetmoide diretti quasi verticalmente. Simocormus si differenziava da altri pesci simili come Hypsocormus per il secondo osso suborbitale molto più grande del primo, e ornamentato con creste prominenti disposte a raggiera. Le ossa esterne, le scaglie e i raggi delle pinne erano ornati da tubercoli. Le scaglie erano piuttosto grandi. La pinna dorsale era piccola e si originava posteriormente rispetto alla pinna anale; la pinna caudale era dotata di lepidotrichi molto segmentati.

## Classificazione
Simocormus era un membro dei pachicormiformi, un gruppo di pesci ossei vicini all'origine dei teleostei. Tra i membri di questo gruppo, sembra che Simocormus possa essere stato vicino al genere Hypsocormus, all'interno della sottofamiglia Hypsocorminae. La specie tipo, Simocormus macrolepidotus, è stato descritto per la prima volta nel 2020, sulla base di resti fossili ritrovati nei famosi calcari litografici della Baviera, nella zona di Solnhofen. Alcuni di questi fossili erano stati in precedenza attribuiti alla specie di dubbia identità Hypsocormus macrodon.
La specie Simocormus seyboldi, descritta per la prima volta nel 2025, presenta caratteristiche anatomiche che rafforzano una posizione filogeneticamente basale del genere tra gli Hypsocorminae. Una delle scoperte più rilevanti associate a questa specie riguarda la struttura e l’istologia delle sue scaglie corporee. A differenza di quanto osservato in altre linee evolutive dei Pachycormidae, Simocormus mostra scaglie di tipo lepisosteoide, dotate di uno strato sottile di ganoina e di una robusta articolazione a "perno e incavo" (peg-and-socket) tra scaglie adiacenti.
Queste caratteristiche differiscono marcatamente da quelle osservate nei membri più antichi della sottofamiglia Asthenocorminae, suggerendo che la riduzione delle scaglie nei Pachycormidae abbia avuto luogo in modo indipendente in almeno due linee evolutive distinte.

## Significato istologico
La documentazione istologica delle scaglie di Simocormus seyboldi rappresenta un’innovazione notevole nello studio dei Pachycormidae, poiché fino ad allora non erano mai state studiate sezioni istologiche di scaglie in membri di questo gruppo. Lo strato esterno di ganoina, sebbene presente, non è risultato facilmente visibile né sotto luce UV né al microscopio ottico. Questo fenomeno è stato interpretato come effetto di fattori tafonomici, che possono alterare la leggibilità dei tessuti ipermineralizzati. Di conseguenza, si sottolinea la necessità di cautela nell’interpretazione della presenza di ganoina basandosi unicamente su osservazioni macroscopiche.

## Implicazioni evolutive
Le evidenze provenienti da Simocormus seyboldi suggeriscono che la riduzione delle scaglie corporee, tipica dei Pachycormidae, non sia un tratto condiviso ereditato da un antenato comune (plesiomorfia), bensì una caratteristica evolutasi in modo parallelo all’interno degli Hypsocorminae e degli Asthenocorminae. Questa osservazione ha importanti implicazioni per la filogenesi del gruppo e per la comprensione delle dinamiche morfologiche nei pesci teleosteomorfi mesozoici.